# Hilde Taba

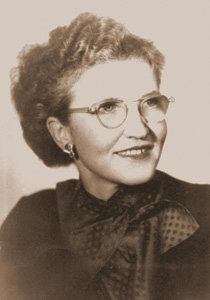
Hilde Taba

Hilde Taba (* 7. Dezember 1902 auf Gut Korast bei Kanepi, Estland; † 6. Juli 1967 in San Francisco, Kalifornien) war eine estnisch-amerikanische Curriculumreformerin und Lehrerausbilderin an der Hochschule.

## Leben und Werk
Die Lehrertochter Hilde ging zur Schule in der Pfarrschule Kanepi, besuchte darauf Võrus Mädchenschule und erwarb nach einem Studium zur Grundschullehrerin ihren höheren Abschluss in Englisch und Philosophie 1926 an der Universität Tartu. Den Masterabschluss legte sie mithilfe eines Rockefeller Stipendiums am Bryn Mawr College in Pennsylvania ab, dann ging sie an das Teachers College der Columbia University. In Tartu konnte sie als Frau nicht arbeiten, daher wurde sie 1933 Deutschlehrerin und Curriculumleiterin an der Dalton School in Ohio, wo sie auf Ralph W. Tyler traf. Ab 1939 war sie mit ihm im Curriculum Laboratory an der Universität Chicago,1951 wechselte sie an das San Francisco State College, Tyler ging wenig später nach Stanford und arbeitete weiter mit ihr.
Sie studierte bei John Dewey und schrieb bei Kilpatrick ihre Dissertation Dynamics of Education: A Methodology of Progressive Educational Thought (1932). Es ging um Demokratieerziehung, wie Kinder sich einander in demokratischen Beziehungen behandeln sollten. Ferner ging es um ein Lernen, das dynamische, verknüpfte und interdependente Prozesse nutzt, und die Frage, wie Lehrende das Curriculum und dessen Evaluierung in einer abrechenbaren Form erfüllen können. Sie arbeitete mit den Pädagogen Benjamin Bloom, Ralph W. Tyler, Deborah Elkins und Robert Havighurst. Es ging ihr auch um multikulturelles Lernen, damals Intergroup Education genannt. Deswegen wurde sie auch als Expertin für internationale Projekte eingeladen wie 1947 für die Konferenz von Seelisberg, die sich mit einer Pädagogik gegen Antisemitismus befasste.
Damit Lehrer effektiv lehren können, brauchen sie drei Wissensebenen: Fakten, Basis- oder Schlüsselideen und Prinzipien sowie Konzepte. Oft wird zu viel Faktenwissen zu schnell präsentiert, so dass die Lerner keine Beziehungen zwischen den neuen Informationen und den alten im Kopf knüpfen können. So wird das meiste Wissen innerhalb von zwei Jahren wieder vergessen. Basisideen und Prinzipien sollten danach ausgesucht werden, welche Informationen die Kinder in ihrem Alter lernen können. Mit Hilfen von Konzepten können Lernende ihr Wissen nutzen, um Ergebnisse und Effekte vorherzusagen.
Am Institute for Staff Development in Miami nutzten ihre Absolventen Tabas Ideen, um vier Denkstrategien zu entwickeln, die als Taba Approach bekannt sind: Konzeptentwicklung, Interpretation von Daten, Anwendung von Verallgemeinerungen, Deutungen von Gefühlen, Verhaltensweisen und Werten. Denken bedeutet in diesem Sinne, den Lernenden zu helfen, „die Daten in Konzepte umzuformulieren, Beziehungen zwischen diskreten Datensegmenten zu verbalisieren, aus Daten Schlüsse zu ziehen, auf der Basis von Daten zu verallgemeinern und es zu testen sowie ein Gespür zu bekommen für Beziehungen wie Ursache und Wirkung sowie Ahnlichkeiten und Unterschiede“. Ferner gehört dazu, dass der Lehrer nur Mediator, nicht Vortragender der Ergebnisse ist. Zensierungen wie Das wollte ich nicht hören sind unstatthaft. Auch bestätigende Gesten sind nicht erwünscht, sondern nur die Aufforderung zur weiteren Gedankenklärung.

## Schriften
- Dynamics of Education: A Methodology of Progressive Educational Thought (Diss. New York 1932)
- Curriculum Development: Theory and Practice (1962)
  - (deutsch): Handbuch der Unterrichtsplanung und Curriculumentwicklung, Klett 1974[1]

## Einzelbelege
1. ↑  Hilde Taba: Handbuch der Unterrichtsplanung. (PDF) Helga Reindel, 1974, abgerufen am 24. August 2020.

| Personendaten    | Personendaten              |
| ---------------- | -------------------------- |
| NAME             | Taba, Hilde                |
| ALTERNATIVNAMEN  | Taba, Hilda                |
| KURZBESCHREIBUNG | estländische Pädagogin     |
| GEBURTSDATUM     | 7. Dezember 1902           |
| GEBURTSORT       | bei Kanepi, Estland        |
| STERBEDATUM      | 6. Juli 1967               |
| STERBEORT        | San Francisco, Kalifornien |